# Du tar mig aldrig levande
Du tar mig aldrig levande (italienska: Goodbye e Amen) är en italiensk poliziottescofilm från 1978 i regi av Damiano Damiani.
Filmen är baserad på Francis Cliffords roman Gisslans hemlighet.

## Rollista i urval
- Tony Musante - John Dhannay
- Claudia Cardinale - Aliki De Mauro
- John Forsythe - ambassadör Carson
- Angela Goodwin - mrs Carson
- John Steiner - Donald Grayson
- Renzo Palmer - Parenti
- Fabrizio Jovine - kommissarie Moreno
- Gianrico Tondinelli - Jack "Cowboy" Perry
- Luciano Catenacci - Vincent
- Gioia Scola - Maria Soli